# Heliophanus soudanicus
Heliophanus soudanicus este o specie de păianjeni din genul Heliophanus, familia Salticidae, descrisă de Berland, Millot, 1941. Conform Catalogue of Life specia Heliophanus soudanicus nu are subspecii cunoscute.